# Campionati mondiali di pugilato dilettanti 2001
I Campionati mondiali di pugilato dilettanti del 2001 (AIBA World Boxing Championships) si sono tenuti a Belfast, in Irlanda del Nord, dal 3 al 10 giugno. Il torneo si svolse nella Odissey Arena e vi parteciparono circa 400 pugili provenienti da 67 nazioni.

Questo fu l'ultimo torneo nel quale fu rappresentata la categoria dei Pesi Superwelter.

## Risultati

### Pesi Minimosca
| Medaglia | Atleta        | Paese       |
| -------- | ------------- | ----------- |
|          | Yan Bartelemí | Cuba        |
|          | Marian Velicu | Romania     |
|          | Ronald Siler  | Stati Uniti |
|          | Harry Tanamor | Filippine   |

### Pesi Mosca
| Medaglia | Atleta               | Paese    |
| -------- | -------------------- | -------- |
|          | Jerome Thomas        | Francia  |
|          | Vladimir Sidorenko   | Ucraina  |
|          | Alexandar Alexandrov | Bulgaria |
|          | Georgy Balakshin     | Russia   |

### Pesi Gallo
| Medaglia | Atleta               | Paese           |
| -------- | -------------------- | --------------- |
|          | Guillermo Rigondeaux | Cuba            |
|          | Ağası Məmmədov       | Turchia         |
|          | Sergey Danilchenko   | Ucraina         |
|          | Suriel Rotas         | Rep. Dominicana |

### Pesi Piuma
| Medaglia | Atleta         | Paese      |
| -------- | -------------- | ---------- |
|          | Ramaz Paliani  | Turchia    |
|          | Galib Yaffarov | Kazakistan |
|          | Majid Jelili   | Svezia     |
|          | Joni Turunen   | Finlandia  |

### Pesi Leggeri
| Medaglia | Atleta            | Paese   |
| -------- | ----------------- | ------- |
|          | Mario Kindelán    | Cuba    |
|          | Vladimir Kolesnik | Ucraina |
|          | Alexandr Maletin  | Russia  |
|          | Filip Palic       | Croazia |

### Pesi Superleggeri
| Medaglia | Atleta            | Paese    |
| -------- | ----------------- | -------- |
|          | Diógenes Luna     | Cuba     |
|          | Dimitar Stilianov | Bulgaria |
|          | Willy Blain       | Francia  |
|          | Yuriy Solotov     | Ucraina  |

### Pesi Welter
| Medaglia | Atleta           | Paese       |
| -------- | ---------------- | ----------- |
|          | Lorenzo Aragon   | Cuba        |
|          | Anthony Thompson | Stati Uniti |
|          | Sherzod Husanov  | Uzbekistan  |
|          | James Moore      | Irlanda     |

### Pesi Superwelter
| Medaglia | Atleta         | Paese   |
| -------- | -------------- | ------- |
|          | Damian Austin  | Cuba    |
|          | Marian Simion  | Romania |
|          | Ciro Di Corcia | Italia  |
|          | Bülent Ulusoy  | Turchia |

### Pesi Medi
| Medaglia | Atleta             | Paese       |
| -------- | ------------------ | ----------- |
|          | Andrey Gogolev     | Russia      |
|          | Utkirbek Haydarov  | Uzbekistan  |
|          | Yordanis Despaigne | Cuba        |
|          | Carl Froch         | Regno Unito |

### Pesi Mediomassimi
| Medaglia | Atleta             | Paese   |
| -------- | ------------------ | ------- |
|          | Yevgeniy Makarenko | Russia  |
|          | Viktor Perun       | Ucraina |
|          | John Dovi          | Francia |
|          | Claudio Rasco      | Romania |

### Pesi Massimi
| Medaglia | Atleta                 | Paese       |
| -------- | ---------------------- | ----------- |
|          | Odlanier Solís         | Cuba        |
|          | David Haye             | Regno Unito |
|          | Sultanachmed Ibragimov | Russia      |
|          | Vyacheslav Uselkov     | Ucraina     |

### Pesi Supermassimi
| Medaglia | Atleta          | Paese      |
| -------- | --------------- | ---------- |
|          | Ruslan Chagayev | Uzbekistan |
|          | Aleksey Masikin | Ucraina    |
|          | Vitali Boot     | Germania   |
|          | Pedro Carrion   | Cuba       |

## Medagliere
| Posizione | Nazione         |    |    |    | Totale |
| 1         | Cuba            | 7  | 0  | 2  | 9      |
| 2         | Russia          | 2  | 0  | 3  | 5      |
| 3         | Turchia         | 1  | 1  | 1  | 3      |
| 3         | Uzbekistan      | 1  | 1  | 1  | 3      |
| 5         | Francia         | 1  | 0  | 2  | 3      |
| 6         | Ucraina         | 0  | 4  | 3  | 7      |
| 7         | Romania         | 0  | 2  | 1  | 3      |
| 8         | Bulgaria        | 0  | 1  | 1  | 2      |
| 8         | Regno Unito     | 0  | 1  | 1  | 2      |
| 8         | Stati Uniti     | 0  | 1  | 1  | 2      |
| 11        | Kazakistan      | 0  | 1  | 0  | 1      |
| 12        | Croazia         | 0  | 0  | 1  | 1      |
| 12        | Rep. Dominicana | 0  | 0  | 1  | 1      |
| 12        | Germania        | 0  | 0  | 1  | 1      |
| 12        | Irlanda         | 0  | 0  | 1  | 1      |
| 12        | Italia          | 0  | 0  | 1  | 1      |
| 12        | Finlandia       | 0  | 0  | 1  | 1      |
| 12        | Svezia          | 0  | 0  | 1  | 1      |
| 12        | Filippine       | 0  | 0  | 1  | 1      |
| Totale    | Totale          | 12 | 12 | 24 | 48     |